# Iwan Lukjanowitsch Solonewitsch
Iwan Lukjanowitsch Solonewitsch (auch Solonevič, russisch Ива́н Лукья́нович Солоне́вич; * 13. November 1891 im Gouvernement Grodno, Russisches Kaiserreich; † 27. April 1953 in Montevideo, Uruguay) war ein russischer Autor, sowjetischer Sportfunktionär und Gulag-Häftling.

## Leben
Solonewitsch absolvierte die Reifeprüfung auf dem Gymnasium in Wilna und studierte im Anschluss Rechtswissenschaften an der Universität von Sankt Petersburg. Er beendete das Studium in den Revolutionsjahren, um als Journalist zu arbeiten.
Mit seinen Büchern Im Feuerofen und Die Verlorenen beschreibt er einen wegen Verrats gescheiterten Fluchtversuch mit seinem Sohn Georg und Bruder Boris aus der Sowjetunion, das auf die Verhaftung folgende Leben in verschiedenen Lagern, darunter am Weißmeer-Ostsee-Kanal, sowie die schließlich für alle drei erfolgreiche Flucht durch Karelien nach Finnland im Jahr 1934.
Seine Ehefrau Tamara Solonewitsch (1894–1938), die die Sowjetunion bereits 1932 verlassen konnte, sowie sein mit ihm geflüchteter Bruder Boris Solonewitsch (1898–1989) arbeiteten im Ausland ebenfalls als Autoren. Solonewitsch soll ein Anhänger einer faschistischen Umwälzung gewesen sein, was ihn zum Außenseiter im Pariser Milieu der Exilrussen gemacht habe. Das Attentat, das seine Frau das Leben kostete, verortet ein zeitgenössischer Bericht der Neuen Zürcher Zeitung aber selbstverständlich auf sowjetischer Seite.

## Werke
- Die Verlorenen. Eine Chronik namenlosen Leidens. 2 Bände. Essener Verlagsanstalt, Essen 1937.

1. Band: Rußland im Zwangsarbeitslager -1933. Nachauflage als Faksimiledruck unter dem Titel „Im Feuerofen - Im Zwangsarbeitslager 1933“ im laut Verfassungsschutzbericht Schleswig-Holstein 1998 als rechtsextrem eingeschätzten Verlag für ganzheitliche Forschung und Kultur, Wobbenbüll 1982, ISBN 3-922314-20-1. Der Verlag wird von Apabiz.de den Ludendorffern zugerechnet.
2. Band: Flucht aus dem Sowjetparadies – 1934. Nachauflage als Faksimiledruck im Verlag für ganzheitliche Forschung und Kultur, Wobbenbüll 1985, ISBN 3-922314-46-5.
- England, „Freund der freien Völker“. Zeichnungen v. Solo (d. i. Jurij Ivanovič Solonevič) Eingel. u. erl. v. Rudolf Wille. Klieber, Berlin 1940.

## Werke von Familienmitgliedern
Von Boris Solonewitsch:
- Lebendiger Staub – Rußlands Jugend im Kampf gegen die GPU. Essener Verlagsanstalt 1938. Auszug unter dem Titel Im Kampf gegen die GPU. Fischer, Berlin 1941.
- Kinder in Waffen. Europa-Verlag Berlin W 35, Rauchstr. 27, Deutsche Informationsstelle, Berlin 1941. Reihe Informationsschriften
- Das Geheimnis von Solowki: Erster und einziger Roman über die gegenwärtige russische Jugend in der UdSSR. Eigenverlag, Brüssel 1944.

Von Tamara V. Solonewitsch:
- Hinter den Kulissen der Sowjetpropaganda. Erlebnisse einer Sowjetdolmetscherin. Übersetzung aus dem Russischen von I.P. Slobodjanik, Essener Verlags-Anstalt, Essen 1938.
- Drei Jahre bei der Berliner Sowjet-Handelsvertretung. Aus dem Russischen von I.P. Slobodjanik, Essen 1937.